# Vărsătura (okręg Braiła)
Vărsătura – wieś w Rumunii, w okręgu Braiła, w gminie Chiscani. W 2011 roku liczyła 516 mieszkańców.